# Drapeau de la Communauté européenne du charbon et de l'acier
Le drapeau de la Communauté européenne du charbon et de l'acier était un drapeau bicolore horizontal sur lequel se trouvaient entre six et douze étoiles qui représentaient la Communauté européenne du charbon et de l'acier (CECA) entre 1958 (six ans après la fondation de la CECA) jusqu'en 2002 quand la Communauté a été fusionné à l'Union européenne. Avant 1958 la CECA n'avait pas de drapeau, et aucun autre drapeau n'a utilisé par la partie historique de l'Union que le drapeau européen.

## Dessin
Le drapeau consiste en deux bandes horizontales, la bande supérieure étant de couleur bleue, la bande inférieure étant noire. Le noir représente le charbon et le bleu l'acier, les deux ressources gérées par la Communauté. Il y avait un nombre d'étoiles dorées, plus tard blanches, représentant le nombre d'États au sein de la communauté (jusqu'en 1986, quand le nombre d'étoiles fut limité à douze). Ces étoiles étaient également réparties entre chaque bande, alignées et centrées (s'il y avait un nombre impair, le plus petit nombre d'étoiles serait sur la partie supérieure du drapeau).

## Historique

### Évolution du drapeau
| Nombre d'étoiles | Dessin | États membres représentés par les nouvelles étoiles (avant 1986)                                                                        | Durée                               |
| ---------------- | ------ | --- | ----------------------------------- |
| Six              |        | Les États fondateurs : Allemagne, Belgique, France, Italie, Luxembourg et les Pays-Bas                                                  | 1958 – 31 décembre 1972             |
| Neuf             |        | Danemark, Irlande et Royaume-Uni | 1er janvier 1973 – 31 décembre 1980 |
| Dix              |        | Grèce | 1er janvier 1981 – 31 décembre 1985 |
| Douze            |        | Espagne et Portugal (le nombre d'étoiles a été fixé à cette date à douze ; le principe d'une étoile pour un pays a donc été abandonné). | 1er janvier 1986 – 23 juillet 2002  |

L’existence de la CECA a pris fin avec l’expiration du traité de Paris le 22 juillet 2002. Le drapeau à six étoiles blanches sur fond bleu (acier) au-dessus de six étoiles blanches sur fond noir (charbon) a été abaissé à cette date devant le bâtiment du Breydel par Enrico Gibillieri, président du Comité consultatif de la CECA. Après avoir été remis au président de la Commission européenne, Romano Prodi, il a été remplacé par le drapeau de l'Union européenne.

## Sources

## Compléments